# Gröberner See

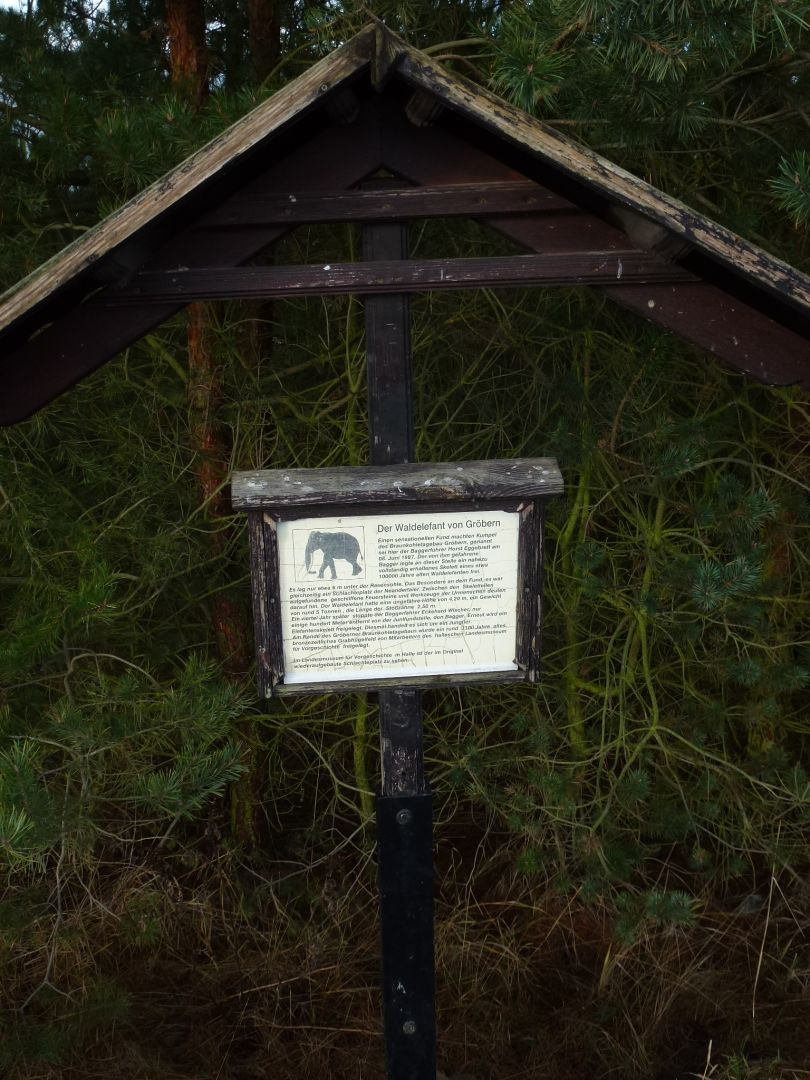
Informationstafel zur Fundstelle des Waldelefanten am Ostufer

Der Gröberner See ist einer der nördlichsten Seen des Mitteldeutschen Seenlands. Er ist aus dem ehemaligen Tagebau Gröbern hervorgegangen. Der Name leitet sich vom nahe gelegenen Ort Gröbern ab. Neben dem Gröberner See im Süden begrenzt der Gremminer See die Stadt Gräfenhainichen im Norden, die sich im Endmoränengebiet Hochfläche von Gräfenhainichen-Schmiedeberg (Dübener Heide) in Sachsen-Anhalt befindet.
Die Bahnstrecke Berlin–Halle und die B 100 verlaufen am Westufer des Sees.
Am 8. Juni 1987 stießen Baggerfahrer im Tagebau Gröbern auf Knochen eines 100.000 Jahre alten Waldelefanten, die im Landesmuseum für Vorgeschichte in Halle gezeigt werden.
1993 wurde der Tagebau Gröbern als letzter Tagebau im Bitterfelder Revier geschlossen.
Die Blauwasser GmbH erwarb 2004 neben dem nördlich gelegenen Gremminer See auch dieses Tagebaurestloch und ließ es fluten. So entstand bis 2010 der knapp 372 Hektar große Gröberner See.

## Nutzung
Am Südufer des Sees befindet sich das See- und Waldresort Gröbern mit Strand, Fahrrad- und Bootsverleih sowie verschiedenen Wassersportangeboten. Auch Ferienhäuser und ein Caravan-Stellplatz befinden sich am See. Eine Tauchschule bietet Tauchgänge in den See an. Bei Vorlage eines gültigen Fischereischeins ist das Angeln im See erlaubt. Am See ist ein Findlingsgarten eingerichtet, ein  geologischer Lehrpfad mit 60 Findlingen aus dem Braunkohletagebau Gröbern. 
Zum Gröberner See gelangt man mit dem Fahrrad über einen Abstecher von der KOHLE |DAMPF |LICHT-Radroute. Startpunkt ist der Stadtbalkon in Gräfenhainichen, die Brücke über die B100. Von dort geht es durch Gräfenhainichen bis an den Gröberner See, vorbei am See- und Waldresort, südlich weiter über die B100 und bis nach Burgkemnitz.